# Споразум Караџић—Филиповић
Споразум Караџић—Филиповић, познат и као Српско-муслимански „историјски споразум”, био је споразум муслиманских представника предвођених Мухамедом Филиповићем и српских представника превођених Радованом Караџићем. Преговори су вођени током љета 1991. године, а споразум је потписан у јулу исте године. Први пут је објављен у Београду 2. августа 1991.

## Историја
Преговоре је покренула муслиманска страна коју су представљали Мухамед Филиповић и Адил Зулфикарпашић уз одобрење Алије Изетбеговића. Разлог покретања преговора био је распад Југославије, од које су се већ отцјелипе Словенија, Хрватска и Македонија. Жељели су уредити односе СР Босне и Херцеговине са остатком Југославије и осигурати пуну равноправност Муслимана са осталим народима, у којој су жељели остати због знатног бројa Муслимана у Санџаку. Инсистирали су на територијалној цјеловитости Босне и Херцеговине, што је био минимум захтјева у преговорима.
Радован Караџић је прихватио преговоре, а као минумум српских захтјева истакао је жељу Срба да остану у једној држави, без обзира на њену форму. На српској страни преговарачи су били Никола Кољевић, Момчило Крајишник и Биљана Плавшић. Основна начела преговора била су да Босна и Херцеговина остане у Југославији, чиме би се реализовао најважнији циљ српске политике, да задржи пуни суверенитет, остане у својим границама са статусом државе која са осталим члановима заједничке државе има спољашњу политику, војску, царине, новац и општу економску политику, док би у осталим погледима била самостална.
Муслимански преговарачи су о току преговора извјештавали Алију Изетбеговића, али и Стјепана Кљујића како би Хрвати били у току преговара и отклонили сваку сумњу да у преговору има нешто антихрватско, осим жеље за спречавањем рата. Српски преговарачи су о напретку преговора обавјештавали Слободана Милошевића, као и руководство Српске демократске странке.